# لیزا گاستونی
لیزا گاستونی (ایتالیایی: Lisa Gastoni؛ زادهٔ ۲۸ ژوئیهٔ ۱۹۳۵) بازیگر ایتالیایی است.
از فیلم‌های او می‌توان به سپاسگزارم، خاله، آخرین روزهای موسولینی، زن شهرستانی، اغواگری، نقطه فروپاشی و تسلیم اشاره کرد.